# Alice Tully Hall
Alice Tully Hall è una sala da concerto al Lincoln Center for the Performing Arts nell'Upper West Side, Manhattan, New York. Prende il nome da Alice Tully, un'artista e filantropa newyorkese, le cui donazioni contribuirono alla costruzione della sala. La Tully Hall si trova all'interno del Juilliard Building, una struttura in stile brutalista progettata dal famoso architetto Pietro Belluschi, completata e inaugurata nel 1969. Fin dalla sua apertura ha ospitato numerosi spettacoli ed eventi, tra cui il New York Film Festival. La Tully Hall ospita 1.086 ascoltatori.
Come parte del Lincoln Center 65th Street Development Project, la Juilliard School e la Tully Hall sono state sottoposte a un'importante ristrutturazione e ampliamento dagli architetti Diller Scofidio + Renfro e FXFOWLE, completati nel 2009. L'edificio utilizza nuovi materiali interni, tecnologie d'avanguardia e attrezzature aggiornate per concerti, film, teatro e danza. L'espansione del Juilliard Building ha creato un ambiente a tre piani a tutto vetro e una piazza incassata sotto una nuova estensione a sbalzo, "proiettando una nuova visibile identità pubblica a Broadway".

## Storia

### Contesto e costruzione
Prima della costruzione dell'Alice Tully Hall, la maggior parte degli spettacoli di musica da camera a New York si tenevano presso il municipio sulla 43ª strada ovest, che era stato costruito nel 1921. I fondatori del Lincoln Center desideravano avere una sala da musica da camera nel complesso, poiché c'era ancora bisogno di uno spazio dedicato. Prima che iniziasse la costruzione del Lincoln Center, gli architetti pensarono di collocare una sala da musica da camera nel seminterrato della Philharmonic Hall (dal nome ribattezzato David Geffen Hall, ex Avery Fisher Hall). Tuttavia, poiché la Juilliard School aveva bisogno di una sala da concerto che fosse uguale per dimensioni ad una sala da musica da camera, il Lincoln Center decise di costruirne uno nell'edificio della Juilliard. La costruzione dell'edificio Juilliard iniziò nel 1965, in un sito a un isolato a nord del complesso originario del Lincoln Center e parte dell'appezzamento designato per il miglioramento attraverso il rinnovamento urbano. Il costo della sala da musica da camera fu di circa $ 4,2 milioni, il tutto coperto da donazioni di Alice Tully, mecenate newyorkese di musica da camera ed ex cantante.
La Tully Hall fu progettata dall'architetto Pietro Belluschi e dagli architetti associati Eduardo Catalano e Helge Westermann. Il rinomato esperto di acustica Heinrich Keilholz progettò l'acustica della sala. Alice Tully ha avuto un ruolo decisivo nel progetto della sala. Patrick McGinnis, ex direttore delle operazioni e manager di Alice Tully Hall, in un'intervista del 1992 dichiarò:
La Tully insistette anche sul fatto che ci fosse un ampio spazio tra le file delle poltroncine, poiché desiderava che gli appassionati di concerti di ogni altezza fossero a loro agio.

### Apertura, uso e ristrutturazione

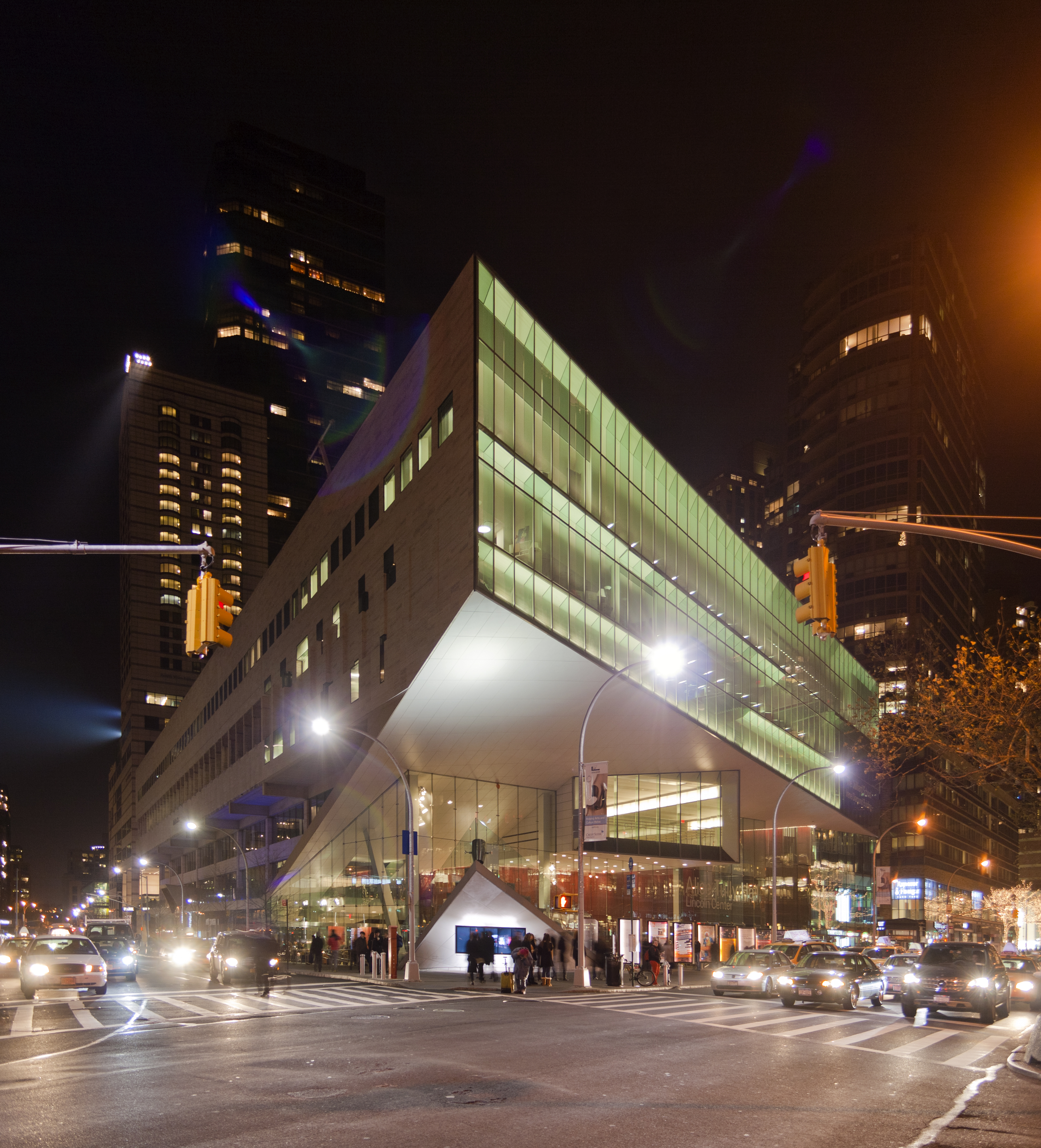
Alice Tully Hall e la Juilliard School di notte.

La Tully Hall aprì l'11 settembre 1969. La sua serata inaugurale presentò il primo concerto della nuova Lincoln Center Chamber Music Society. Il New York Times elogiò "gli interni sobri ed eleganti" di tiglio, tappezzerie di lavanda scura e sedili color lampone "e Mildred Schmertz di Architectural Record dichiarò che l'Alice Tully Hall e gli altri auditorium della Juilliard School" dimostrano che è possibile creare eleganti sale in termini contemporanei senza ricorrere a evanescenti evocazioni di dorature, intonaci e decorazioni in cristallo delle grandi sale del passato. "Fin dalla sua apertura la Tully Hall è stata sede di numerosi eventi, tra cui Mostly Mozart, Great Performers, New York Film Festival e Jazz at Lincoln Center. Nel 1975 fu installato un organo a forma di cattedrale di 4.192 canne.
Nell'aprile 2004, il Lincoln Center presentò i progetti di Diller Scofidio + Renfro (che era stato selezionato come progettista nel 2003) e FXFOWLE per la prima fase del suo progetto di riqualificazione, che comprendeva l'espansione dell'edificio Juilliard e la riprogettazione dell'Alice Tully Hall. Il piano ricevette l'approvazione finale e la costruzione iniziò nel marzo 2006. Il progetto fu elogiato da molti critici di architettura, ma ricevette anche critiche da parte dei conservazionisti che avrebbero voluto vedere l'edificio originale di Belluschi rimanere intatto. Una proposta del 2005 per ottenere lo status di monumento storico fu declinata dalla commissione per la conservazione dei monumenti storici (Landmarks Preservation Commission). La Docomomo International, un'organizzazione che lavora per proteggere edifici e siti modernisti del ventesimo secolo, fu al primo posto nella protesta contro il rinnovamento. La maggior parte della controversia era incentrata sulle modifiche apportate ad altre parti del Lincoln Center, nella seconda fase del progetto di riqualificazione.
A giugno 2006 il Lincoln Center Inc. aveva raccolto $ 339 milioni, il 75% dei $ 459 milioni di cui doveva rispondere per il progetto. L'obiettivo totale del progetto era di $ 650 milioni e il resto del denaro fu fornito dal governo federale e dai governi di New York City e dallo Stato di New York. Il Lincoln Center ricevette anche 20 regali di $ 5 milioni o più, nove dei quali erano di $ 10 milioni e oltre. I donatori erano rappresentati da singoli, società e fondazioni, tra le quali Morgan Stanley, Credit Suisse, e Bank of New York Mellon.
La costruzione fu completata e la Tully Hall fu riaperta nel febbraio 2009 con una celebrazione di apertura di due settimane. L'espansione e la ristrutturazione della Juilliard era stata progettata per costare circa $ 100 milioni, ma si dice che sia costata fino a $ 360 milioni (non sono stati pubblicati numeri ufficiali). L'intero progetto West 65th Street era stato progettato per costare $ 325 milioni. Charles Renfro, un socio di Diller Scofidio + Renfro, dichiarò che la somma era probabilmente il doppio di quella che sarebbe costata per abbattere l'edificio di Belluschi e ricostruirlo ex novo.

## Architetto
L'Alice Tully Hall è stata progettata come parte dell'edificio della Juilliard School di Pietro Belluschi. Belluschi fu coinvolto nel progetto del Lincoln Center nell'ottobre del 1956, quando partecipò a una conferenza di due settimane dedicata alla discussione sulla pianificazione del centro. Il presidente della Juilliard School si consultò con Belluschi a proposito di quale architetto scegliere per il progetto e sebbene Belluschi avesse presentato una lista di architetti da considerare, alla fine fu scelto lui come architetto del palazzo. Si associò con Eduardo Catalano e Helge Westermann. Westermann aveva stabilito un ufficio a New York, che Belluschi e Catalano usavano come collegamento locale per il progetto.
Il progetto era stato messo in pausa, in attesa di decisioni sul sito finale e sul budget, ma andò avanti nel 1963. Stanchi di lottare contro le restrizioni di budget e modificare i requisiti del programma, Belluschi e Catalano ebberò delle difficoltà a generare nuovi piani, nel momento in cui il progetto fu riavviato. Molti dei piani precedentemente proposti furono consegnati a Robert Burns, Frederick Taylor e Frederick Preis, tre dipendenti dell'ufficio di Catalano. Il piano di Burns era basato pesantemente sul Centro studentesco del MIT di Catalano (completato nel 1965). Catalano era regolarmente disponibile per l'orientamento e le critiche sul progetto, mentre Belluschi si fermava solo di tanto in tanto per rivedere il lavoro nell'ufficio di Catalano. Belluschi ebbe un ruolo più pubblico, comunicando con la Juilliard e con i donatori. Inoltre fu molto coinvolto nella progettazione di spazi come le sale da concerto e gli ingressi e i foyer.
Nel corso di 12 anni, il team di architetti sviluppò circa 70 serie di disegni preliminari.
Diller Scofidio + Renfro furono scelti nel 2003 come architetti progettisti per la riqualificazione del corridoio della Lincoln Center 65th Strada, dopo aver sconfitto Norman Foster, Richard Meier e Santiago Calatrava in un concorso di design del 2002. Il piano prevedeva di trasformare la Strada West 65th in una "Strada delle Arti", rendendola un ambiente più pedonale. Elizabeth Diller, responsabile del progetto, "ha pensato un Lincoln Center che è più Lincoln Center del Lincoln Center".

## Progettazione

### Ubicazione

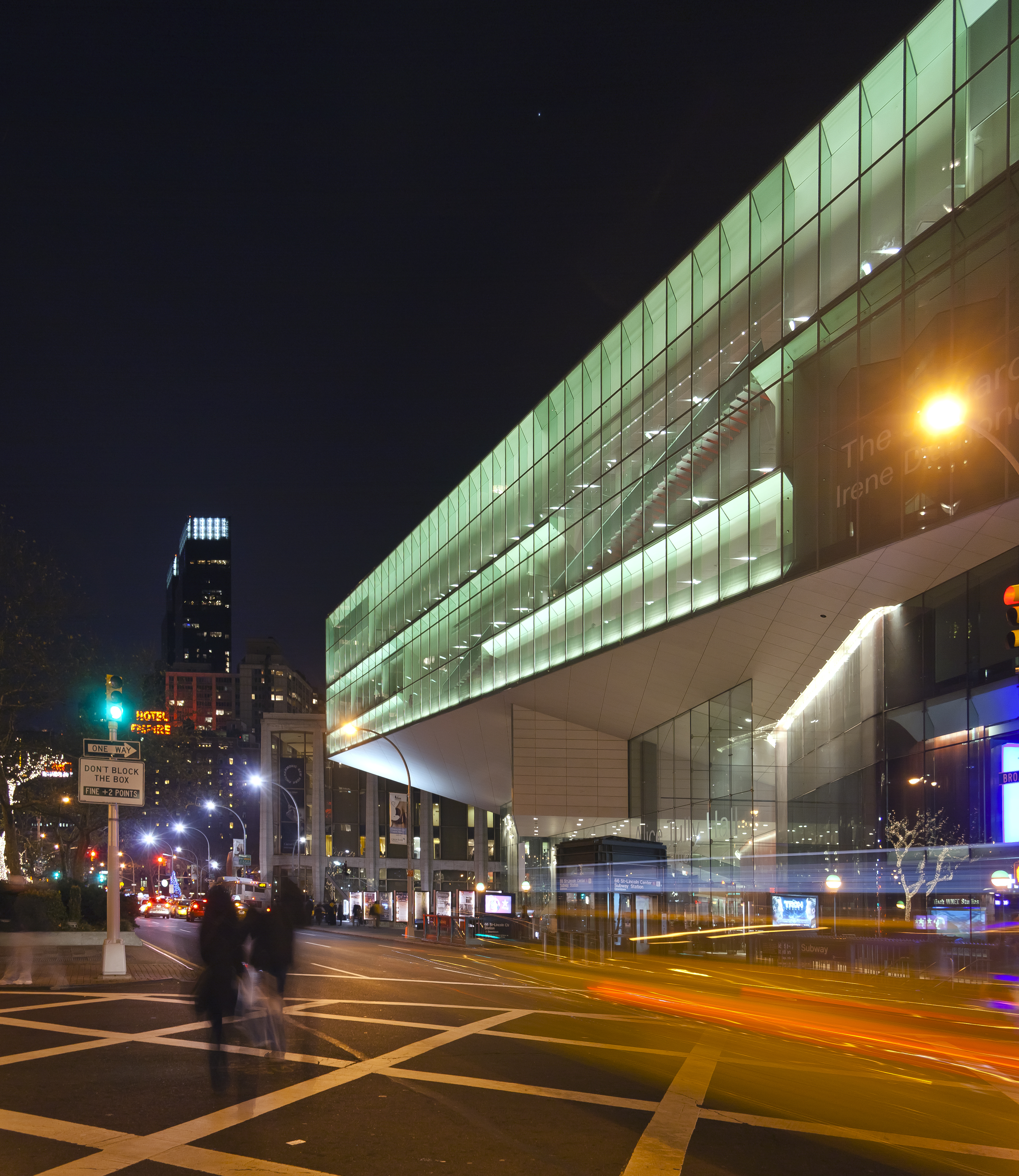
Alice Tully Hall, vista da Broadway

L'edificio della Juilliard School si trova lungo il lato ovest di Broadway, tra la 65ª e la 66ª strada (di fronte alla Avery Fisher Hall ed al parcheggio del Lincoln Center). Prima della sua espansione, manteneva un ingombro rettangolare di circa 61 x 107 metri. Inoltre, prima del progetto di riqualificazione, il principale mezzo di collegamento dell'edificio al complesso principale del Lincoln Center era una grande passerella pedonale (denominata Paul Milstein Plaza) che attraversava e copriva un'ampia porzione della 65ª Strada Ovest. Nonostante la forma dell'edificio originale, il suo sito era di forma romboidale, a causa della progressione diagonale di Broadway attraverso la rigida griglia ortogonale di Manhattan. Rifiutando la diagonale di Broadway, gli architetti orientarono la Juilliard alla griglia, usando la parte triangolare rimanente come una piccola piazza.
Sebbene non si trovi sul superblocco del complesso tra la 62ª e la 65ª Strada Ovest, gli architetti identificarono l'originale edificio della Juilliard con il Lincoln Center attraverso la connessione della passerella e l'uso del rivestimento. Gordon Bunshaft originariamente immaginava il ponte per integrare meglio la Juilliard con il campus principale del Lincoln Center e nascondere il traffico stradale. Fu data poca o nessuna considerazione agli effetti di un ponte così ampio sulla strada sottostante.
Come principale teatro pubblico della Juilliard, l'Alice Tully Hall non ricevette un ingresso importante, nonostante fosse ospitata nell'unico edificio del Lincoln Center, in un sito che si affaccia direttamente su Broadway. L'ingresso era invece nascosto sotto la terrazza/passerella esterna del secondo piano e la scalinata esterna monumentale che dalla piazza portava ad essa. Questo, il rifiuto della diagonale e l'arretramento dell'edificio da Broadway, seguono una logica simile di distacco dalla strada cittadina che il principale campus del Lincoln Center ha incarnato. Questo ingresso originale alla Tully Hall diventò completamente visibile solo una volta che la terrazza, la scalinata e la passerella furono rimosse nel 2006.

### Architettura

#### Esterno
In sintonia con lo stile brutalista, la Juilliard presenta geometrie rigorose e forme fortemente a sbalzo. Gli studi iniziali di Pietro Belluschi ed Eduardo Catalano si sono riferiti più all'immagine del tempio classico bianco adottata per gli altri edifici del Lincoln Center. Mentre gli studi progredivano e il sito si spostò nella zona compresa tra la 65ª e la 66ª Strada Ovest, ci fu un cambio di amministrazione alla Juilliard School. Il nuovo presidente ampliò l'offerta formativa e modificò il programma della scuola. In risposta a questi cambiamenti sia nel sito che nel programma, il progetto, alla fine creato, fu lo schema di Robert Burns modellato fuori dal MIT Student Center.
Il progetto si basa sul posizionamento dei principali spazi di rappresentazione su entrambi i lati di un nucleo centrale verticale di circolazione. Con un costo di quasi $ 30 milioni nel 1969, l'edificio di 46.000 m² conteneva: 10 piani (4 fuori terra, 4 in basso), 3 teatri Juilliard, l'Alice Tully Hall pubblica, 15 grandi studi per il ballo, l'opera e la prosa, 3 studi per l'organo, 84 sale per esercitazioni, 27 aule e studi d'insieme, 30 studi d'insegnamento privati, numerose sale per le prove d'orchestra e corali, studi e laboratori di costumi e scenografie, una biblioteca, un salone, snack bar e uffici amministrativi. I teatri e i piani di lavoro sono collegati tra loro da un atrio-vestibolo della 65ª Strada Ovest che si innalza su diversi piani, permettendo di orientarsi entrando nell'edificio. La sistemazione e il confezionamento di spazi degni di un campus in un unico edificio impressionarono notevolmente i critici architettonici, ma non furono così ben accolti dagli studenti della Juilliard, che erano confusi dalla circolazione dell'edificio.
L'edificio della Juilliard, disposto su una normale griglia strutturale, fu progettato in acciaio e cemento con un rivestimento in travertino (per il quale il materiale era stato donato dal governo italiano). Tuttavia, l'ingresso pubblico dell'Alice Tully Hall sotto la terrazza del secondo piano e la scala esterna è difficile da trovare. La rimozione della passerella della 65ª Strada Ovest, nel 2006, ha reso visibile questo ingresso, ma non ha raggiunto una piena importanza fino alla ristrutturazione ed all'espansione della Tully Hall e della Juilliard.

#### Interni
La maggior parte degli interni dell'edificio era estremamente semplice, con pareti spesso lasciate come un nudo aggregato di cemento con moquette sui pavimenti in diverse aree. I teatri, d'altro canto, erano molto più accuratamente dettagliati. La Tully Hall era (secondo i desideri della stessa Alice Tully) progettata con assicelle di legno con un effetto di smorzamento posteriore e il tappeto color lavanda "gettava luci color malva in stile anni '30 nell'atrio." Anche se l'ingresso del teatro era grande, era abbassato di parecchi metri sotto il livello. Il teatro era stato progettato principalmente per i recital e gli spettacoli di musica da camera, ma poiché le prime tre file di sedili potevano essere sostituite da un palco più ampio, poteva ospitare anche piccole orchestre. La Tully Hall si trova a meno di 6,7 metri dal tunnel della metropolitana di Broadway, e ciò ha richiesto l'inserimento di uno strato di amianto da un pollice di spessore, rivestito di sughero, tra le fondamenta del teatro e il substrato roccioso, così come l'isolamento delle pareti del teatro dalle colonne strutturali. L'acustica della Tully Hall è stata elogiata come una delle migliori sale per spettacoli del Lincoln Center, grazie al lavoro dello studioso di acustica Heinrich Keilholz (che ha anche controllato l'acustica dell'intero edificio).
Dopo la ristrutturazione, l'ingresso della Tully Hall raddoppiò le dimensioni, passando da 479,1 fino a 879,6 metri quadri, con un salone per patroni di 330 metri quadrati aggiunto al piano mezzanino. Un caffè pubblico chiamato at65 è visibile nella hall lungo Broadway, sostenuto da pareti rosso sangue di legno muirapiranga, che ora avvolge la nuova sala delle esibizioni (ribattezzata Starr Theatre). I pavimenti dell'ingresso sono in pietra calcarea portoghese ataija azul. Le elevazioni est e sud sono rivestite da un sistema di pareti a cavo unidirezionale senza montanti, che consente la massima trasparenza.
Passaggi stretti portano agli ingressi laterali della sala da concerto. Le pareti del passaggio sono rivestite con feltro grigio scuro e i pavimenti sono ricoperti da moquette grigia industriale. Elisabeth Diller definisce questo uno "spazio di deprivazione sensoriale", poiché è inteso ad aumentare il pathos prima di entrare nell'auditorium. Il nuovo rivestimento del teatro è composto quasi interamente da resina traslucida eco-compatibile e pannelli di legno moabi africano sviluppati con 3form (con spessore compreso tra 1 e 1,5 pollici). I pannelli formano deflettori acustici simili a lamelle lungo le pareti laterali o diventano forme piramidali rotanti che fanno rimbalzare il suono. Sezioni del balcone e delle pareti laterali emettono una morbida luce rosata, mentre i LED nascosti dietro di loro brillano attraverso il rivestimento impalpabile di moabi. Estetica, acustica e illuminazione sono state incorporate in questi pannelli per rimuovere la confusione visiva e creare uno spazio più invitante. Il palco può ora essere configurato in tre modi diversi, in quanto le file anteriori sono in grado di scorrere verso il basso e al di sotto di esso.

#### Rinnovamento

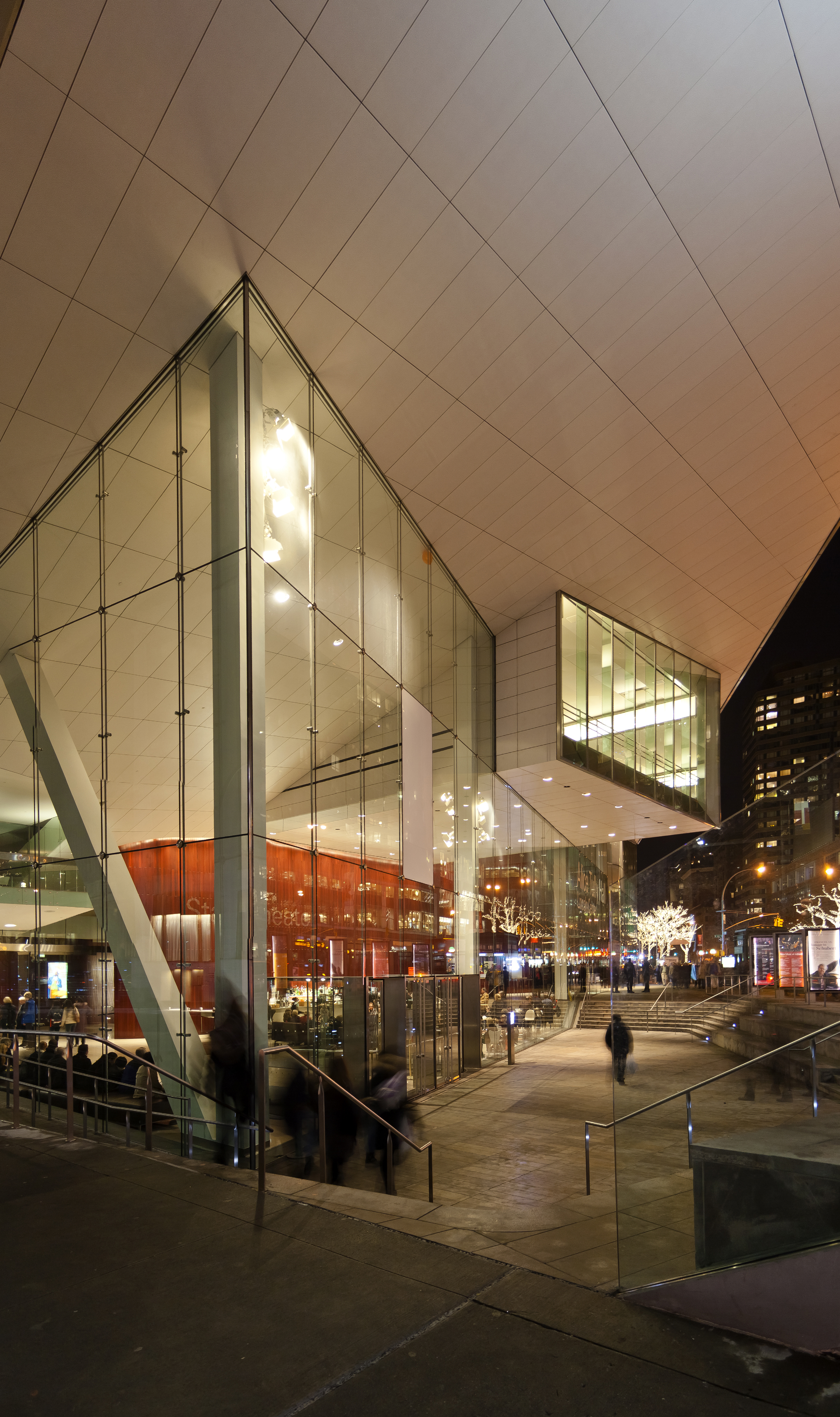
La nuova piazza esterna e l'ingresso dell'Alice Tully Hall.

Come parte del Lincoln Center Redevelopment Project, la Juilliard School aveva bisogno di altri 4.200 metri quadri di spazio e voleva che gli interni e gli spazi pubblici dell'Alice Tully Hall fossero più accoglienti. Lo sviluppo da parte di Diller Scofidio + Renfro e FXFOWLE estese il rivestimento in travertino dell'edificio originale lungo la facciata della 65ª Strada Ovest e creò anche un'adeguata estensione delle geometrie brutaliste nei piani superiori. La quarta fila di finestre a scomparsa è estesa, ma con il vetro spostato ed esteso oltre le rientranze, differenziando l'estensione dall'edificio originale e iniziando a rompere delicatamente l'edificio originale brutalista. L'estensione della Juilliard é a sbalzo sopra una piazza pubblica incassata ed un nuovo ingresso a vetri alto 38 piedi e 6 pollici. La parte inferiore dell'estensione si inclina con un angolo di 16 gradi. Uno studio di danza percorre la parete divisoria, affacciato su Broadway. La trasparenza dell'accesso lo fa sembrare un'estensione del marciapiede di Broadway. Una tribuna di posti a sedere in stile Bleacher nell'angolo più lontano della piazza si innalza ad un angolo simile al baldacchino.
Le pareti vetrate della struttura portano la luce del giorno dentro tre piani di spazi per le prove e delle aule nell'ampliamento e lo studio di danza sporgente è sospeso sotto il lato inferiore della struttura. Tra il terzo e il sesto livello sono stati installati tralicci da est a ovest per sopportare il peso dei quattro piani dell'espansione, il più lungo dei quali ha una campata di 23 metri con una trave a sbalzo di 15 metri. Alcune delle diagonali delle capriate dovevano essere sfalsate per ospitare porte, passaggi ed altro. Le strutture diagonali d'acciaio del rinforzo si estendono da terra verso il tetto per sostenere il carico laterale.
L'esperto di acustica Mark Holden e il suo team hanno misurato ogni superficie della vecchia sala degli spettacoli per determinare quali stavano lasciando passare nuovamente il rumore della metropolitana e hanno scoperto che i palchi e i piani di sedili e i pannelli verticali del palcoscenico erano i responsabili. I nuovi pavimenti si trovano su una lastra di cemento galleggiante con una imbottitura in gomma e le pareti di rotazione sono montate su giganteschi isolatori in gomma, che servono per attenuare il suono della metropolitana.

### Significato
Elizabeth Diller ha definito il Lincoln Center il "luogo che gli architetti amano odiare", ma ha detto che Diller Scofidio + Renfro voleva dargli una "seconda possibilità". Era stato a lungo criticato dalla comunità architettonica, a causa dell'insoddisfazione generale per la sensazione complessiva di distacco dal suo ambiente urbano (conseguenza di un'ideologia architettonica e urbanistica antiquata), le forme sgradevoli dei principali edifici teatrali e le inadeguatezze degli attuali spazi di spettacolo. Il Juilliard Building, in confronto, ha ricevuto recensioni molto più favorevoli, soprattutto per quanto riguarda i suoi spazi per lo spettacolo. Nonostante i suoi miglioramenti rispetto agli edifici del superblocco, non era privo di problemi: nessun ingresso pubblico netto e distinto per la Tully Hall, la massiccia scala esterna e la passerella pedonale, carenza di coinvolgimento con Broadway (la sua vitalità sociale e la sua forma diagonale unica).
L'espansione della Juilliard e la ristrutturazione completa della Alice Tully Hall risolvono molti dei problemi originari dell'edificio, soddisfacendo le esigenze del programma della Juilliard School e coinvolgendo attivamente l'ex-solitario edificio Juilliard con Broadway e la Lincoln Square, rendendolo parte integrante della vivace vita di strada della zona. Inoltre l'espansione e il rinnovamento fondono con successo il linguaggio brutalista/modernista dell'edificio originale con il linguaggio postmodernista contemporaneo dell'estensione. È questo linguaggio post-moderno che interagisce maggiormente con il paesaggio urbano, riflettendo le idee contemporanee riguardanti la creazione di spazi pubblici e la relazione/transizione tra spazi interni ed esterni. La nuova Tully Hall e l'edificio Juilliard hanno ricevuto recensioni entusiastiche, con critici che hanno apprezzato l'edificio originale elogiando gli architetti per "aver realizzato l'impresa quasi impossibile di migliorare un buon edificio senza sovvertire i suoi tratti più pregiati".